# Jacques Rouché
 (avril 2016).
Si vous disposez d'ouvrages ou d'articles de référence ou si vous connaissez des sites web de qualité traitant du thème abordé ici, merci de compléter l'article en donnant les références utiles à sa vérifiabilité et en les liant à la section « Notes et références ».
Jacques Rouché, né le 16 novembre 1862 à Lunel (Hérault, France) et mort le 9 novembre 1957 à Paris (Île-de-France, France), est un directeur de théâtres et mécène français. Patron des parfums L.T. Piver, il dirigea La Grande Revue, le Théâtre des Arts (aujourd'hui Théâtre Hébertot) et l’Opéra de Paris.

## Biographie

### Sa carrière
Jacques Rouché est né à Lunel (Hérault) dans une famille protestante, d'un père mathématicien, Eugène Rouché. Après ses études – Polytechnique (X 1882) et Sciences politiques – conclues par l’inspection des Finances, Jacques Rouché travaille dans différents ministères. 
Il s'intéresse en même temps au théâtre, écrit des nouvelles, des comédies, et un essai sur la réforme de l’enseignement du comédien (1887). 
Il est nommé chef du commissariat de l’Exposition universelle de 1889. 
Il reçoit la Légion d'honneur à 27 ans.
Durant l’été 1891, il va à Vienne, Budapest et Bayreuth y étudier les machineries de théâtre, s’informer auprès des ingénieurs de plateau, et assister à des opéras.
En 1893, il épouse Berthe, l’héritière des parfums L. T. Piver ; il entame alors une carrière de chef d’entreprise pour la Maison L. T. Piver. 
En 1896, il devient administrateur de l'entreprise. 

### La Grande Revue
En 1907, il acquiert la Grande Revue, publication juridique créée par Fernand Labori, le défenseur de Lucy Dreyfus et d’Émile Zola, et lui donne une nette inflexion culturelle. André Gide, Gabriele D'Annunzio, George Bernard Shaw, Jean Giraudoux, Jules Renard, Victor Margueritte, Paul Verhaeren, Alain-Fournier y publient romans, nouvelles, pièces de théâtre, essais, critiques. Dans ses colonnes, paraît Le Voyage du condottière d’André Suarès, Ragotte de Jules Renard, Don Manuel le paresseux de Jean Giraudoux, Charles Blanchard de Charles-Louis Philippe, Marie-Claire de Marguerite Audoux.[réf. nécessaire]
Les chroniques sont tenues par Maurice Denis et George Desvallières (peinture), Léon Blum et Jacques Copeau (théâtre), Romain Rolland et Louis Laloy (musique), André Suarès (vie littéraire), Gaston Doumergue (politique).[réf. nécessaire]
Il s’intéresse aux arts plastiques, a pour amis de nombreux peintres, et les persuade de travailler pour lui. René-Xavier Prinet, Bernard Naudin, Félix Vallotton, Maurice Denis, Georges Delaw, George Desvallières fournissent régulièrement dessins et gravures à La Grande Revue.[réf. nécessaire]
Jacques Rouché va diriger cette publication bimensuelle jusqu’en 1939, date à laquelle elle cesse de paraître. Maurice Denis, George Desvallières et Albert Besnard contribuent à la décoration de son hôtel particulier de la rue de Prony, près du Parc Monceau. Albert Besnard exécuta en 1903 un portrait de Madame Rouché.[réf. nécessaire]

### Les Parfums L.T. Piver
La société L. T. Piver ayant besoin d’être modernisée, il s’adjoint le concours d’ingénieurs chimistes qui mettent au point les premiers parfums de synthèse. Ils offrent de nouveaux avantages – puissance olfactive, possibilités multiples d’assemblage, fabrication peu onéreuse – et préfigurent les parfums actuels. 
Il ajoute, à ses produits, l’éventail et la carte parfumés. 
Il ouvre des succursales à Londres, Anvers, Gand, Milan, Vienne, Moscou, New York, Mexico, Buenos Aires, Hong-Kong, entre autres.  
Au début du XXe siècle, L. T. Piver est l'une des entreprises françaises qui réalise plus de la moitié de son chiffre d’affaires à l’exportation. 
Il embauche un polytechnicien et agrégé de physique, Georges Darzens, qu’il considère comme le premier chimiste sur la place. Rouché et Darzens vont renouveler l’art du parfum en introduisant dans la composition des essences, de nouvelles matières chimiques appropriées, c’est-à-dire celles dont la teneur olfactive pourrait remplacer certaines fleurs naturelles et fixer les autres. 
Leur première création fut Le Trèfle Incarnat. Il eut un tel succès qu’on le voit encore mentionné dans des romans et pièces de théâtre de l’époque. Ce succès est dû aussi aux présentations style « art 1900 » qui intéressait Rouché. 
Darzens, à l’origine de la première synthétisation du salicylate d’amyle, avait créé l’un des ingrédients clés du Trèfle Incarnat pour son odeur estivale et herbifère. Cette percée lui ouvre les portes du laboratoire de recherche de L.T. Piver. Il en prendra la direction de 1897 à 1920. L’introduction des matières premières comme l’Hydroxycitronellal (faux muguet) dans les formules rendait les parfums tenaces. 
Pierre Armingeat remplaça Georges Darzens et dirigea le laboratoire jusqu’à l’âge de 62 ans. Il créa notamment Rêve d’Or, grand succès dans les pays du Moyen Orient et du Maghreb, et La Reine des Fleurs qui continue de s'exporter.
Les Parfums L.T. Piver gardent leur renommée internationale,  par ses marques historiques : Trèfle Incarnat (1er parfum incorporant les produits de synthèse en 1898), Pompeia (1907), Rêve d’Or (1889), Azur (1926), Violette Précieuse (1938), Cuir de Russie (1944), Côte d’Azur (1953), Ispahan (1960), Camaïeu (1975), Nue (1980), Onde Sensuelle (1988) ; ils ont une place dans l'histoire des parfums,.
L'usine de L.T. Piver à Aubervilliers a employé jusqu’à 1 500 employés en 1926 ; elle produisait quotidiennement jusqu’à 50 tonnes de produits cosmétiques (Trèfle Incarnat, Cuir de Russie, Héliotrope blanc). Longtemps dirigée par Georges Gobet, elle ferme ses portes en 1973, après le retrait de Rouché en 1970. L’entreprise fête son bicentenaire en 1974.   

### Le théâtre des Arts
En 1910, Jacques Rouché loue pour trois saisons le théâtre des Arts – aujourd'hui théâtre Hébertot. Petite et géographiquement excentrée, cette salle a ’une bonne réputation, grâce à son directeur précédent, Robert d’Humières.
Jacques Rouché met sur pied en quelques mois une troupe et un programme ambitieux. Y voisinent pièces classiques, créations contemporaines, drames et comédies, ballets et opéras. 
Il applique les réformes scénographiques pour lesquelles il vient de publier un ouvrage : L’Art théâtral moderne. Il les résume par cette formule : « mettre le décor au service du drame ». Dans cette optique, il fait appel à des peintres n’ayant jamais travaillé pour la scène, mais capables de traduire l’esprit de la pièce qu’ils doivent illustrer. Une trentaine de peintres sont engagés, dont Maxime Dethomas, Jacques Drésa, René Piot, André Dunoyer de Segonzac, Georges d’Espagnat, Charles Guérin, André Hellé.
L’une des grandes réussites du théâtre des Arts est l’adaptation de Les Frères Karamazov de Dostoïevski. À cette occasion, se trouvent réunis trois hommes, alors à leurs débuts : Jacques Copeau, l’adaptateur de la pièce, Charles Dullin et Louis Jouvet. Il deviendront les chefs de file du théâtre en France.
À l’instar des Ballets russes, il organise, en avril 1912, des concerts entièrement consacrés à la danse, réunissant des compositeurs (Vincent d'Indy, Florent Schmitt, Paul Dukas et Maurice Ravel) et des peintres (George Desvallières, Maxime Dethomas, René Piot et Jacques Drésa), tous français. Ces Concerts de danse sont un succès.
Il instaure également avec succès « Les Spectacles de musique », où se côtoient des chefs-d’œuvre de la musique baroque et des créations contemporaines : Idoménée de Mozart et La Source lointaine d’Armande de Polignac, le prologue de Thésée de Jean-Baptiste Lully et Dolly de Gabriel Fauré, Le Couronnement de Poppée de Monteverdi et L’Amoureuse Leçon d’Alfred Bruneau, Les Éléments de Lalande et Destouches et Ma Mère l'Oye de Maurice Ravel, Pygmalion de Rameau et Le Festin de l’araignée d’Albert Roussel. 
Un des premiers, il remet à l’honneur la musique baroque, éclipsée pendant plus d’un siècle.

### L’Opéra de Paris

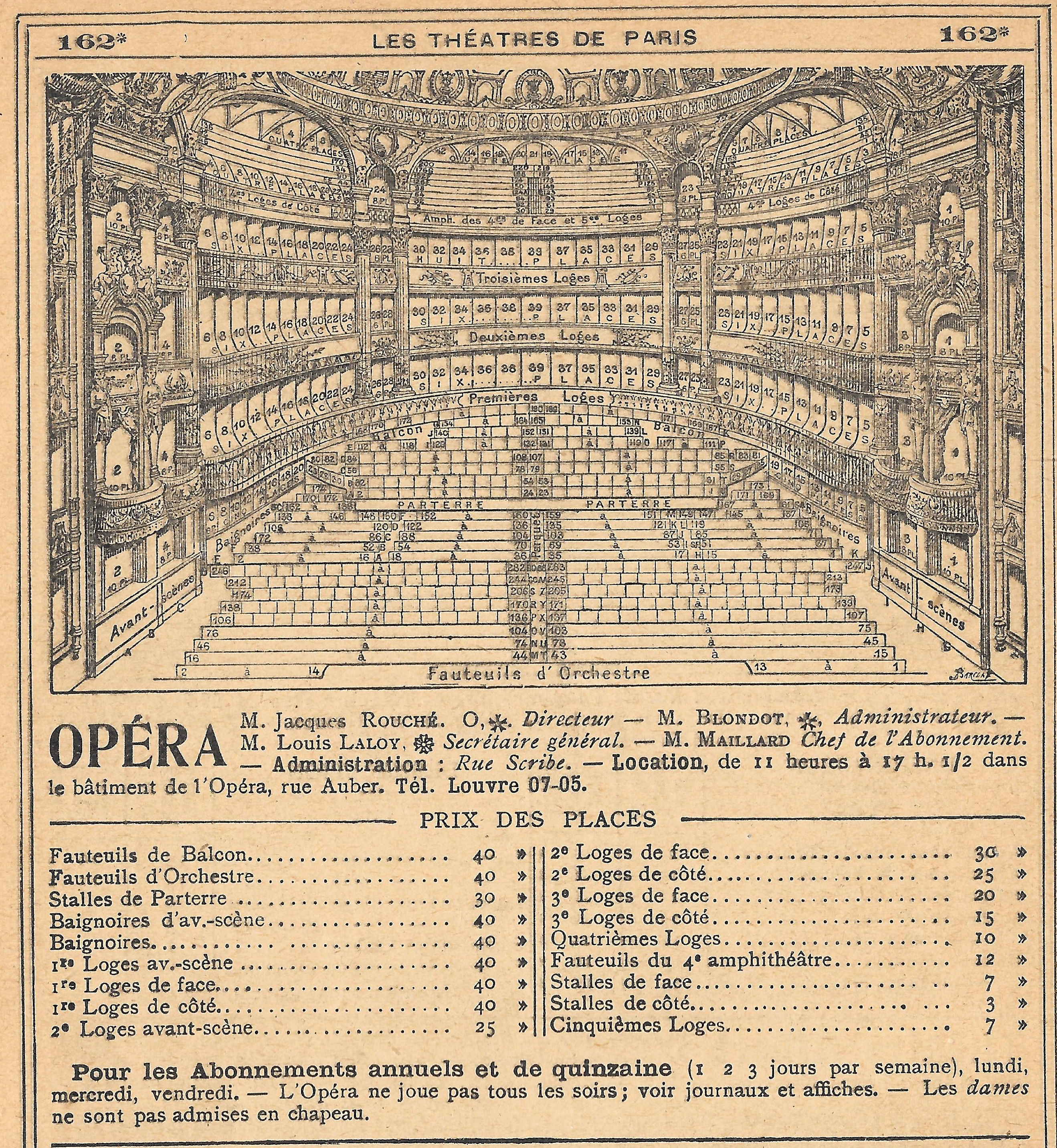
Plan, prix des places et administration de l'Opéra en 1925: Jacques Rouché Directeur.

Pour remplacer André Messager et Leimistin Broussan à la tête de l’Opéra de Paris, le gouvernement français songe à Jacques Rouché, dont les réalisations au théâtre des Arts ont été remarquées.
Cette nomination paraît au Journal officiel de novembre 1913.
Elle consacre l’ascension d’un parfumeur qui n’est pas du sérail, n’a que trois  ans d’expérience théâtrale, mais est qualifié par sa culture musicale et ses qualités de gestionnaire. 
De surcroît, sa fortune servira à combler les déficits chroniques d’une institution assimilable à une entreprise privée. L’État, en effet, refuse d'augmenter une subvention notoirement insuffisante.
Sa direction va durer trente années. Jacques Rouché va puiser 22 millions de francs-or dans sa fortune propre, pour assurer le bon fonctionnement de l’Académie Nationale de Musique et de Danse. Un député dira en 1924 : « En sorte que c’est M. Rouché qui subventionne l’État, pour avoir l’honneur de diriger l’Opéra. »
Début 1914, Jacques Rouché entreprend une tournée des grandes salles d’opéras européennes : Bruxelles, Berlin, Dresde, Saint-Pétersbourg, Moscou, Vienne et Stuttgart. Il y rencontre directeurs, ingénieurs, metteurs en scène, décorateurs, compositeurs, professeurs de chant et de danse (Max Reinhardt, Constantin Stanislavski, Richard Strauss, Serge Rachmaninov, Alexandre Benois, etc.).
Il entre en fonction en septembre 1914. Le Palais Garnier ferme ses portes pour cause de guerre et ne les rouvrira que 18 mois plus tard, pour quelques spectacles en matinée. Malgré les difficultés, il maintient un certain niveau d’activité. Il monte surtout des ballets ; l'un des plus intéressants est Les Abeilles, musique d’Igor Stravinsky, décor et costumes de Maxime Dethomas.
En 1918, il présente Castor et Pollux de Jean-Philippe Rameau ; il espérait que l’opéra baroque rencontre un accueil comparable à celui reçu au théâtre des Arts. Le public bouda cette musique trop éloignée de ce qu’il avait l’habitude d’entendre.
Une fois la paix revenue, Jacques Rouché organise la programmation autour de compositeurs contemporains, français et étrangers : Georges Auric, Claude Debussy, Gabriel Fauré, Arthur Honegger, Darius Milhaud, Francis Poulenc, Maurice Ravel, Sauguet, Schmitt, mais également Werner Egk, Georges Enesco, Manuel de Falla, Malipiero, Serge Prokofiev, Giacomo Puccini, Richard Strauss, Igor Stravinsky...
Quelques grands moments jalonnent cette période d’intense créativité (en moyenne huit par an) : parmi les œuvres lyriques, Padmâvatî d’Albert Roussel, Le Chevalier à la rose de Richard Strauss, Mârouf, savetier du Caire d’Henri Rabaud, Turandot de Giacomo Puccini, La Tour de feu de Sylvio Lazzari, Œdipe de Georges Enesco, L’Enfant et les sortilèges de Maurice Ravel, Médée de Darius Milhaud. 
Elles alternent avec des œuvres chorégraphiques : Petite suite de Claude Debussy, Cydalise et le Chèvre-pied de Gabriel Pierné, Siang Sin de Georges Hüe, L’Orchestre en liberté d’Henri Sauveplane, La Grisi d’Henri Tomasi, Promenades dans Rome de Marcel Samuel-Rousseau.
Dans les années 1930, l’arrivée de Serge Lifar donne du prestige au ballet . Les innovations se multiplient : interdiction aux abonnés de fréquenter le foyer de la danse ; création des mercredis de la danse, professionnalisation du métier, institution du titre de danseur étoile, programmation laissant une plus large place au ballet.
Un des plus beaux symboles de cette rénovation est Icare. Les séquences chorégraphiques conçues par Serge Lifar dictent le rythme musical. Il concrétise de manière singulière la fusion existant entre la musique et la danse.
Malgré tout, la fréquentation du Palais Garnier est en baisse, les déficits s’aggravent, menaçant de ruiner Jacques Rouché. Au-delà d’une intervention financière de l’État, il est clair qu’une réforme devient nécessaire. 
En 1936, le gouvernement français entame la Réunion des théâtres lyriques nationaux. Ce processus s’achèvera en 1939. L’Opéra et l’Opéra-Comique  cessent d’être des entreprises privées, et sont réunis dans une même organisation. Jacques Rouché en est l’administrateur général et est secondé par deux proches collaborateurs : Philippe Gaubert à l’Opéra et Henri Büsser à l’Opéra-Comique.

### L’Occupation
De 1940 à 1944, l’Occupation allemande modifie la situation de l’Opéra. D’un côté, le gouvernement de Vichy veut y maintenir son autorité, de l’autre, l’occupant cherche à se l’approprier. Au milieu, Rouché concentre ses efforts sur la remise en marche de l’institution, dans des conditions précaires, et avec une marge de manœuvre de plus en plus réduite.
En juillet 1940, réfugié à Cahors avec une partie de l'orchestre de l'Opéra, il reçoit du maréchal Pétain l'ordre de revenir à Paris. Âgé de 78 ans, il souhaite abandonner la direction de la RTLN (Réunion des Théâtres Lyriques Nationaux). Il refuse les conditions imposées par l'Occupant. Le personnel, redoutant l'arrivée d'un administrateur allemand, finit par le convaincre de reprendre ses fonctions.
Comme les moyens manquent, l’accent est mis sur le ballet, moins coûteux. Le corps de ballet a une réputation flatteuse et les Allemands, pas plus que les Français, ne rechignent à venir admirer ses représentations. 
Serge Lifar crée Le Chevalier et la Damoiselle de Philippe Gaubert, Joan de Zarissa de Werner Egk, Les Animaux modèles de Francis Poulenc (dans lequel le compositeur utilise le thème de « Vous n'aurez pas l'Alsace et la Lorraine »), Suite en blanc, sur une musique d’Édouard Lalo, Guignol et Pandore d’André Jolivet.
Dans le domaine lyrique, Rouché reprend quelques grandes œuvres du répertoire qui affirment la singularité de la musique française : La Damnation de Faust d’Hector Berlioz, Thaïs et Manon de Jules Massenet, Faust de Charles Gounod, Samson et Dalila de Camille Saint-Saëns, Mârouf d’Henri Rabaud, Le Roi d'Ys d’Édouard Lalo. Il ne peut cependant éviter que des formations d’outre-Rhin, dont la philharmonique de Berlin, se produisent sur la scène du Palais Garnier.
Il s'efforce d'alléger les difficultés rencontrées par son personnel. À l’automne 1940, les lois d’exclusion à l'encontre des Juifs l’obligent à se séparer d’une trentaine de personnes : il maintient leur rémunération (qu'il paie sur ses deniers propres) jusqu’en décembre 1942 . La Charte du travail d’octobre 1941 dissout les syndicats : il continue à négocier avec eux des indemnités de vie chère, des secours pour les salariés mobilisés et l’obtention de cartes de travailleurs de force pour les machinistes. Il maintient à son poste le décorateur hongrois Ernest Klausz jusqu’en décembre 1943.
À la Libération, il est sommé de s'expliquer sur son attitude pendant la guerre ; il est traduit devant une chambre civique. Les syndicalistes et les résistants des deux scènes lyriques françaises viennent témoigner en sa faveur. Il est acquitté, et pourtant révoqué en janvier 1945 ; il se retire dans son hôtel particulier du 30 de la rue de Prony dans le 17e arrondissement de Paris.
Il meurt en novembre 1957. Il est inhumé au cimetière Montmartre de Paris, dans la  3e division.

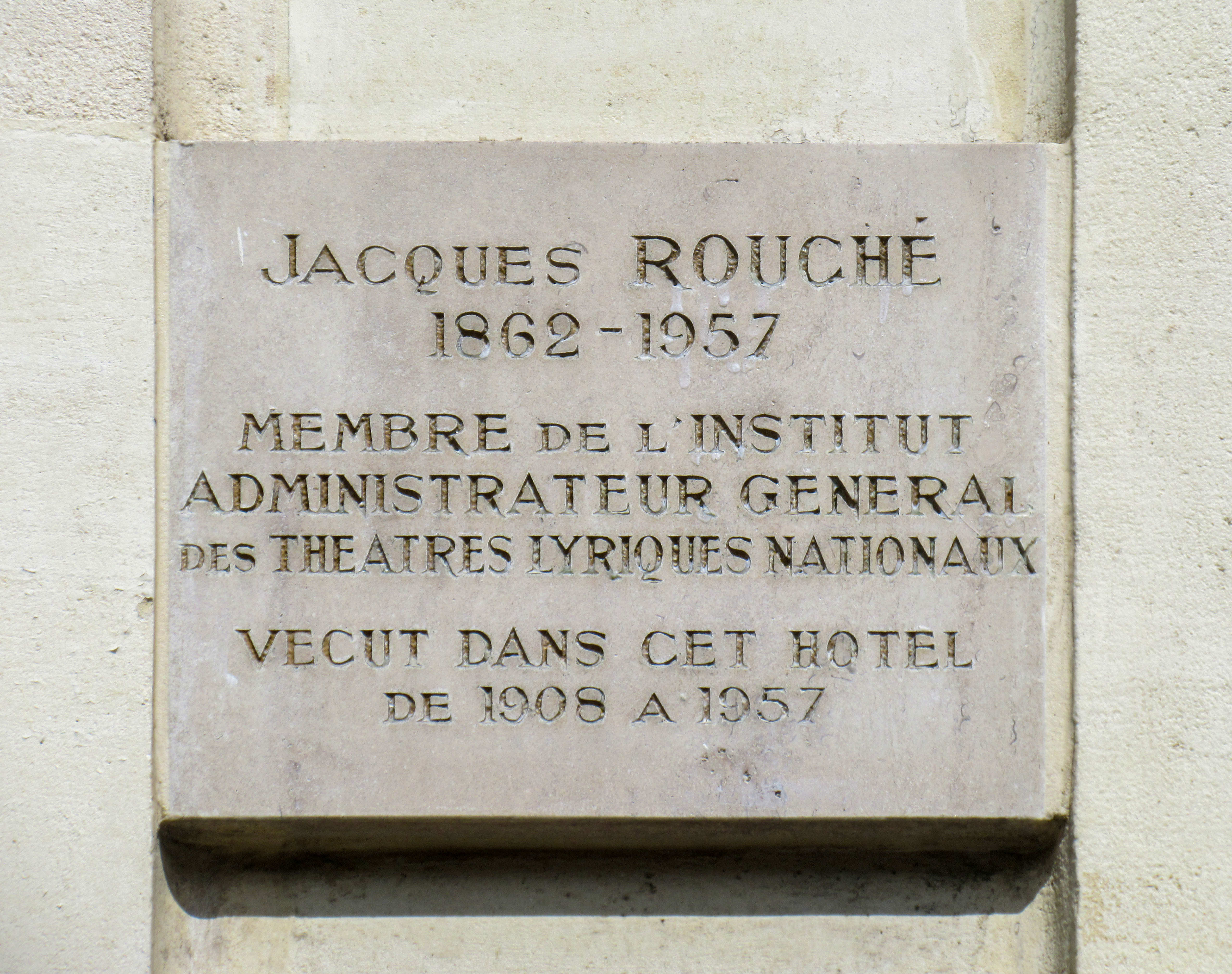
Plaque commémorative de Jacques Rouché au No 30 rue de Prony

### Un acteur de la scène culturelle française

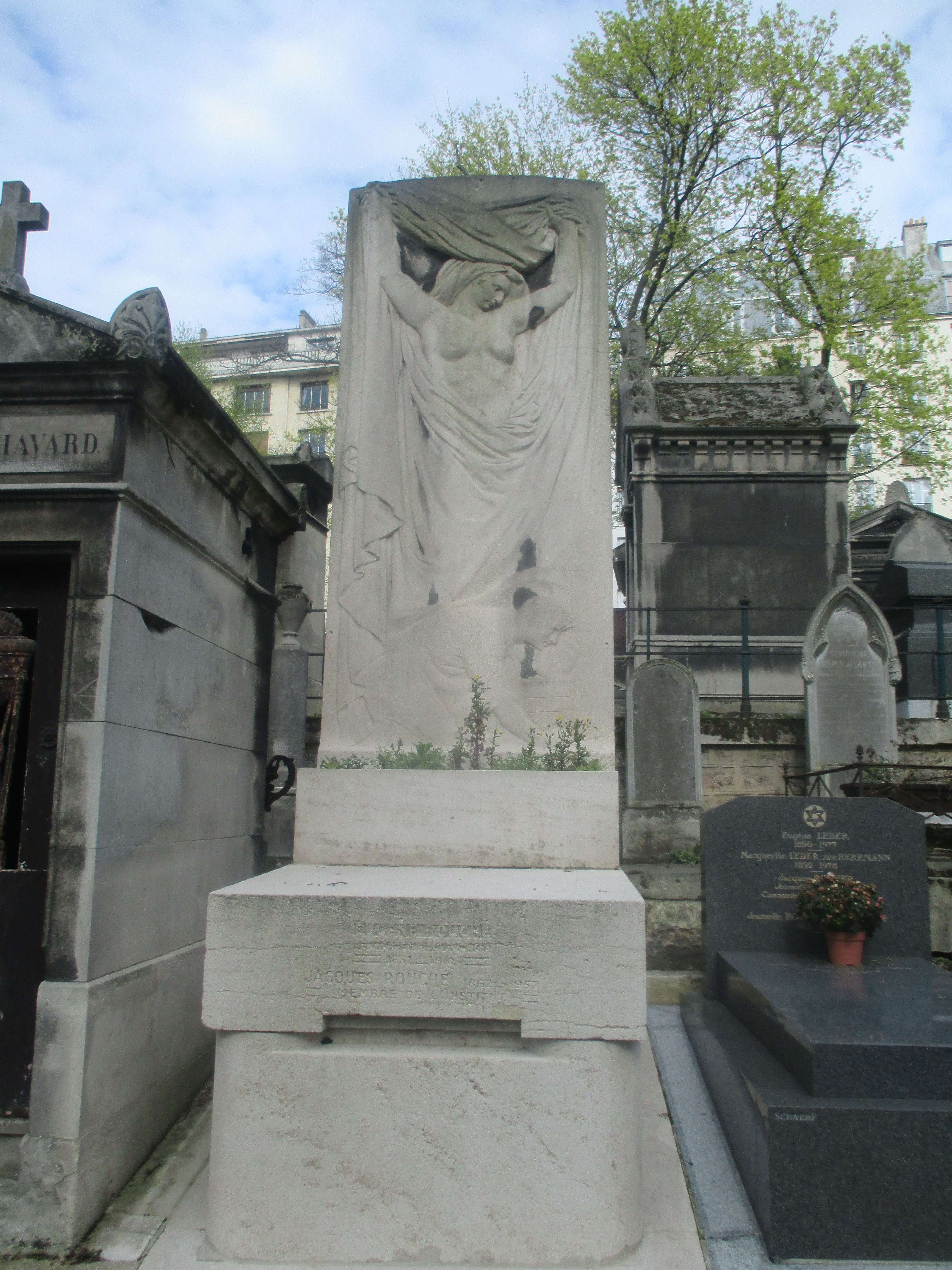
Tombe de Jacques Rouché au cimetière de Montmartre. La stèle est sculptée par Camille Lefèvre, élève de Jules Cavelier.

Pendant un demi-siècle, l’action de Jacques Rouché a été décisive. 
En guidant les premiers pas de Copeau, Dullin et Jouvet, il a initié le renouveau du théâtre en France. 
En montant quelques chefs-d’œuvre oubliés de la musique baroque, il s’est inscrit en précurseur. 
En appelant une nouvelle génération de musiciens à composer pour l’opéra, il a renouvelé le répertoire lyrique du palais Garnier. 
En cherchant à faire servir les décors et les costumes au style dramatique ou musical de l’œuvre, il a modifié l’art de la scénographie. 
En entreprenant, avec Serge Lifar, les réformes dont le corps de ballet avait besoin, il a permis à la danse de retrouver une place éminente, qui était la sienne du temps de Vestris et de Petipa.
Ces réalisations avaient un prix : La Grande Revue, le théâtre des Arts et l’Opéra de Paris n'étaient pas rentables. Jacques Rouché a puisé, année après année, dans ses fonds propres, pour équilibrer les comptes et permettre à une multitude d’artistes d’exercer leur talent. 
Jean Cocteau, qui le connaissait bien, l'écrira : « Jacques Rouché n’a pas seulement dépensé l’or de sa poche. Il dépensa les trésors d’un noble cœur ».

## Exposition à l'Opéra de Paris
Organisée par la Bibliothèque nationale de France, une exposition consacrée à Jacques Rouché s'est tenue à l'Opéra de Paris, du 5 juin au 30 septembre 2007. Elle s’intitulait : « La modernité à l’Opéra : Jacques Rouché (1914-1945) ».

## Écrits
- L'Art Théâtral Moderne, Paris 1910
- La mise en scène de Don Juan, Durand, 1934